# Elias Carlander
Elias Carlander, född november 1720, död 25 maj 1784, var en svensk violinist.
Han kom till Sverige 1743 och ingick då i Adolf Fredriks kapell. I december 1758 blev han medlem av det ordinarie Hovkapellet. Vid sidan om musicerandet verkade han även som fiolbyggare samt från början av 1760-talet som danslärare åt de kungliga pagerna.

## Instrumenttillverkning
Vid sidan om musicerandet verkade han även som fiolbyggare. Carlander ansökte 28 augusti 1751 om privilegium hos kommerskollegiet, som avslogs. Den 26 juni 1761 fick han ett tillstånd från Kungen att bygga instrument. Han fick mycket protester för det här tillståndet, från bland andra instrumentmakarna Sven Beckman, Petter Hellstedt och Johan Öberg den äldre i Stockholm. 
Carlander byggde de flesta instrumenten mellan 1774 och 1784. Han byggde troligtvis bara fioler och altfioler. De har vackra violinsnäckor med ett personligt drag. Kvalitén på instrumenten är skiftande, finns både dåliga instrument och mästerverk bevarade.